# Finnosvedesi
I finnosvedesi o finlandesi di Svezia (in finlandese ruotsinsuomalaiset; in svedese sverigefinnar) sono una minoranza etnica di lingua finlandese presente in Svezia.
Le persone con origini finlandesi costituiscono una quota relativamente ampia della popolazione svedese. Oltre ad una piccola parte di finni storicamente residenti in Svezia, circa 426.000 persone (il 4,46% della popolazione totale nel 2012) sono nate in Finlandia o hanno almeno un genitore nato in Finlandia. Come la lingua svedese, anche il finlandese è stato parlato su entrambe le sponde del golfo di Botnia fin dal Tardo Medioevo. In seguito alle campagne militari condotte in Finlandia dalla Svezia nel XIII secolo, la Finlandia passò gradualmente sotto il dominio svedese e i finlandesi in Finlandia e Svezia divennero sottomessi alla Svezia. Già nel 1400 una consistente popolazione di Stoccolma parlava il finlandese, e circa il 4% nel 1700. La Finlandia rimase parte della Svezia fino al 1809, quando la pace di Fredrikshamn, dopo la guerra di Finlandia, consegnò la Finlandia all'Impero russo, lasciando però popolazioni finlandesi sulla sponda svedese del fiume Torne.
Negli anni 1940, circa 70.000 bambini finlandesi furono evacuati dalla Finlandia: la maggior parte di loro arrivò in Svezia durante la guerra d'inverno e la guerra di continuazione e circa il 20% rimase dopo la guerra. Aiutata dall'Unione nordica dei passaporti, l'immigrazione finlandese in Svezia fu considerevole negli anni 1950-1960. Nel 2015, gli immigrati finlandesi in Svezia erano pari a 156.045 persone (pari all'1,58% della popolazione svedese), ma non tutti, tuttavia, parlavano la lingua finlandese. La minoranza nazionale dei finnosvedesi di solito non include i finlandesi di lingua svedese immigrati e la minoranza nazionale dei finlandesi-svedesi è protetta dalle leggi svedesi che concedono diritti specifici ai parlanti della lingua finlandese. Tali distinzioni sono, tuttavia, offuscate dalle dinamiche migratorie, dal bilinguismo e dalle identità nazionali nei due paesi. Si noti che i parlanti della lingua meänkieli sono individuati come minoranza linguistica separata dalle autorità svedesi.

## Storia

Bandiera dei finnosvedesi

Le comunità dei finlandesi in Svezia possono essere fatte risalire alla Riforma protestante, quando la Chiesa finlandese venne fondata a Stoccolma nel 1533, sebbene la migrazione precedente e la migrazione verso altre città nell'attuale Svezia rimangano incontrastate. A rigor di termini questo non era un caso di emigrazione/immigrazione ma di "migrazione interna" nella Svezia precedente al 1809.
Nel XVI e XVII secolo grandi gruppi di Savoniani si trasferirono dalla Finlandia in Dalecarlia, Bergslagen e altre province dove era possibile praticare l'agricoltura con la tecnica del taglia e brucia. Ciò fu parte di uno sforzo del re svedese Gustavo I e dei suoi successori per espandere l'agricoltura in queste parti disabitate del paese che in seguito furono conosciute come finnskogar ("Foreste dei finlandesi").
Nel XVII secolo si tentò di creare una nuova regione Järle län che avrebbe ospitato la maggior parte dei "finlandesi della foresta". In Svezia in questo momento, tutta la legislazione e le gazzette ufficiali erano pubblicate anche in finlandese, le banconote furono emesse in svedese e finlandese, ecc. Dopo il 1809 e la perdita della parte orientale della Svezia (Finlandia) a vantaggio della Russia, la Chiesa svedese progettò un vescovato di lingua finlandese con sede a Filipstad. Tuttavia, dopo la metà del 1800 l'imperialismo culturale ed il nazionalismo portarono a nuove politiche di assimilazione e la "svedificazione" della popolazione di lingua finlandese. Questi sforzi raggiunsero il picco dalla fine del XIX secolo fino agli anni 1950. I parlanti finlandesi rimasero solo lungo il confine con la Finlandia nell'estremo nord del Paese e come migranti interni a causa della disoccupazione nel nord. A seconda delle definizioni, si dice che ammontino a 30.000-90.000, ovvero fino all'1% della popolazione svedese, ma la proporzione di parlanti finlandesi attivi tra loro è diminuita drasticamente nelle ultime generazioni e oggi il finlandese è poco parlato tra i giovani in Svezia. Dagli anni 1970 sono stati compiuti sforzi in gran parte senza successo per invertire alcuni degli effetti della svedificazione, in particolare sono state introdotte l'istruzione e le trasmissioni pubbliche in finlandese, per aumentare la diffusione della lingua finlandese. Di conseguenza, è stata stabilita e insegnata una lingua standard scritta del dialetto locale Meänkieli, che però ha dato motivo a critiche dalla Finlandia, sul presupposto che il finlandese standard sarebbe più utile per gli studenti.

## Distribuzione

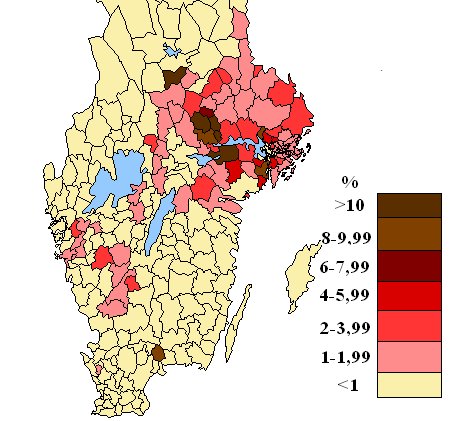
Aree con popolazione di lingua finlandese in percentuale, nella Svezia meridionale, 2005

La città di Eskilstuna, nella Södermanland, è una delle città svedesi più densamente popolate dai finnosvedesi, a causa della migrazione dalla Finlandia, durante gli anni 1950 e fino agli anni 1970, a causa del gran numero di industrie locali. A Eskilstuna, la minoranza di lingua finlandese dispone di una scuola privata (l'unica nella città di Eskilstuna, non ci sono scuole pubbliche od insegnanti di finlandese nelle scuole pubbliche; solo il livello inferiore è in finlandese, il livello superiore è in svedese) ed una rivista in finlandese. Parte dei testi ufficiali dell'amministrazione comunale è disponibile anche in finlandese.
Nella mentalità finlandese, il termine "finnosvedesi" (ruotsinsuomalaiset) è innanzitutto rivolto a questi immigrati ed alla loro progenie, che alla fine del XX secolo contava quasi 200.000 immigrati di prima generazione e circa 250.000 immigrati di seconda generazione. Di questi, si stima che circa 200.000–250.000 sappiano parlare finlandese, e 100.000 rimangano cittadini finlandesi. Questo uso non è diffuso in tutta la Svezia. Secondo una ricerca del 2019 condotta dal canale in lingua finlandese di SR Sveriges Radio Finska (precedentemente noto come Sisuradio), in Svezia ci sono quasi 470.000 persone che parlano o capiscono il finlandese o il meänkieli, pari a circa il 4,5% della popolazione.
Nella mentalità svedese, il termine "finnosvedesi" indica storicamente e principalmente la minoranza indigena precedentemente non assimilata di finlandesi etnici che finì sul lato svedese del confine, quando la Svezia perse a vantaggio dei russi la sponda est del golfo di Botnia nel 1809 con la guerra di Finlandia, e naque il Granducato di Finlandia, facente parte dell'Impero russo. Questi abitanti di lingua finlandese sono principalmente classificati come tornedaliani originari del confine finlandese-svedese nell'estremo nord, o finlandesi della foresta (skogsfinnar) lungo il confine norvegese-svedese nella Svezia centrale.

## Status
Oggi il finlandese è una lingua minoritaria ufficiale della Svezia. I vantaggi dell'essere una "lingua minoritaria" sono tuttavia limitati al fatto che i finlandesi siano in grado di utilizzare il finlandese per alcune comunicazioni con le autorità locali e regionali in un piccolo numero di comunità ( Borås, Borlänge, Botkyrka, Degerfors, Enköping, Eskilstuna, Fagersta, Finspång, Gällivare, Gävle, Göteborg, Gislaved, Hällefors, Håbo, Hallstahammar, Haninge, Haparanda, Hofors, Huddinge, Järfälla, Köping, Kalix, Karlskoga, Kiruna, Lindesberg, Ludvika, Luleå, Malmövar, Mariestad, Motala, Nyköping, Ny Olofström, Oxelösund, Pajala, Söderhamn, Södertälje, Sandviken, Sigtuna, Skövde, Skellefteå, Skinnskatteberg, Smedjebacken, Solna, Stoccolma, Sundbyberg, Sundsvall, Surahammar, Tierp, Trelleborg, Trollhättan, Trosa , Uddevalla , Uplands Västerås, Norrtälje, Upplands-Bro, Älvkarleby, Örebro, Örnsköldsvik, Österåker, Östhammar, Övertorneå ) dove gli immigrati finlandesi costituiscono una quota considerevole del popolazione, ma non nel resto della Svezia.